# Campolaemus perexilis
Campolaemus perexilis es una especie de molusco gasterópodo de la familia Vertiginidae en el orden Stylommatophora.

## Distribución geográfica
Es  endémica de Santa Helena. 